# Caractère de Hecke
En théorie des nombres, un caractère de Hecke est une généralisation d'un caractère de Dirichlet, introduit par Erich Hecke pour construire une classe de fonctions L plus importante que les fonctions L de Dirichlet, et un cadre naturel pour les fonctions zêta de Dedekind et certaines autres qui ont des fonctions fonctionnelles analogues à celle de la fonction zêta de Riemann.
Un nom parfois utilisé pour le caractère Hecke est le terme allemand Größencharakter (souvent écrit Grössencharakter, Grossencharacter, etc.).

## Définition utilisant les idèles
Un caractère Hecke est un caractère du groupe de classe des idèles d'un corps de nombre ou d'un corps  global. Il correspond de manière unique à un caractère du groupe des idèles algébrique qui est trivial sur idèles principaux, via la composition avec la carte de projection.
Cette définition dépend de la définition d'un caractère, qui varie légèrement d'un auteur à l'autre : il peut être défini comme un homomorphisme à valeur dans les complexes non nuls (aussi appelé « quasi-caractère »), ou comme un homomorphisme sur le cercle unité (« unitaire »). Tout quasi-caractère (du groupe de classe des idèles) peut être écrit de manière unique comme un caractère unitaire multiplié par une puissance réelle de la norme, il n'y a donc pas de grande différence entre les deux définitions.
Le conducteur d'un caractère de Hecke χ est le plus grand idéal m tel que χ soit un caractère de Hecke mod m. On dit ici que χ est un caractère de Hecke mod m si χ (considéré comme un caractère sur le groupe des idèles) est trivial sur le groupe des idèles finis dont toute composante v-adique appartient à 1 + mOv.

## Définition à l'aide d'idéaux
La définition originale d'un caractère de Hecke était formulée en termes d'idéaux fractionnaires. Pour un corps de nombres K, soit m = mfm∞ un K-module, avec mf, la partie finie étant un idéal entier de K et m∞, la partie infinie, étant un produit de places réelles de K. Soit Im le groupe des idéaux fractionnaires de K relativement premier à mf et soit Pm le sous-groupe des idéaux fractionnaires principaux (a) où a est proche de 1 à chaque place de m selon les multiplicités de ses facteurs : pour chaque place fini v dans mf, ordv(a − 1) est au moins aussi grand que l'exposant de v dans mf, et a est positif sous chaque plongement réel dans m∞. Un caractère de Hecke de module m est un homomorphisme de groupe de Im vers les nombres complexes non nuls tel que sa valeur sur les idéaux (a) de Pm soit égale à la valeur en a d'un homomorphisme continu vers les nombres complexes non nuls du produit des groupes multiplicatifs de tous les complétions d'Archimède de K où chaque composante locale de l'homomorphisme a la même partie réelle (dans l'exposant).
Ainsi, un caractère de Hecke peut être défini sur le groupe de classes de rayons modulo m, qui est le quotient Im/Pm.

## Relation entre les définitions
La définition idéale est beaucoup plus compliquée que la définition idèlique, et la motivation de Hecke pour sa définition était de construire des fonctions L (parfois appelées fonctions L de Hecke) qui étendent la notion de fonction L de Dirichlet à partir des rationnels à d'autres corps de nombre. Pour un caractère de Hecke χ, sa fonction L est définie comme étant la série de Dirichlet
{\displaystyle \sum _{(I,m)=1}\chi (I)N(I)^{-s}=L(s,\chi )}
effectuée sur des idéaux entiers relativement premiers au module m du caractère de Hecke. La notation N(I) désigne la norme idéale. La condition sur la partie réelle implique que ces séries de Dirichlet sont absolument convergentes dans un demi-plan droit. Hecke a prouvé que ces fonctions L ont un prolongement méromorphe sur tout le plan complexe, étant analytiques à l'exception d'un simple pôle d'ordre 1 en s = 1 lorsque le caractère est trivial. Pour les caractères de Hecke primitifs (définis par rapport à un module de manière similaire aux caractères de Dirichlet primitifs), Hecke a montré que ces fonctions L satisfont une équation fonctionnelle reliant les valeurs de la fonction L d'un caractère et la fonction L de son caractère conjugué complexe.

## Cas particuliers
- Un caractère de Dirichlet est un caractère de Hecke d'ordre fini. Il est déterminé par des valeurs sur l'ensemble des idéaux principaux totalement positifs qui valent 1 par rapport à un certain module m[2].
- Un caractère de Hilbert est un caractère de Dirichlet du conducteur 1[2]. Le nombre de caractères Hilbert est l'ordre du groupe de classe du corps. La théorie des corps de classes identifie les caractères de Hilbert avec les caractères du groupe de Galois du corps de classes de Hilbert.

## Exemples
- Pour le corps des nombres rationnels, le groupe de classes des idèles est isomorphe au produit des réels positifs ℝ+ avec tous les groupes d'unités des entiers p-adiques. Ainsi un quasi-caractère peut s'écrire comme produit d'une puissance de la norme avec un caractère de Dirichlet.
- Un caractère de Hecke χ des entiers de Gauss du conducteur 1 est de la forme

χ(( a )) = |a| s (a/|a|) 4n
pour s imaginaire et n entier, où a est un générateur de l'idéal (a). Les seules unités sont les puissances de i, donc le facteur 4 dans l'exposant garantit que le caractère est bien défini sur les idéaux.

## Caractères algébriques de Hecke
Un caractère de Hecke algébrique est un caractère de Hecke prenant des valeurs algébriques : ils ont été introduits par Weil en 1947 sous le nom de type A0. De tels caractères apparaissent dans la théorie des corps de classes et la théorie de la multiplication complexe.